# وصية لينين
وصية لينين هي وثيقة أملاها فلاديمير لينين في أواخر سنة 1922 ومطلع العام 1923. اقترح لينين في الوصية تغييرات في هيكلية الهيئات السوفييتية الحاكمة. مع شعوره باقتراب وفاته، انتقد لينين أيضًا للقادة البلاشفة مثل زينوفييف وكامينيف وتروتسكي وبوخارين وبياتاكوف وستالين. وحذر من إمكانية حدوث انشقاق كان يتطور في قيادة الحزب بين تروتسكي وستالين إن لم تتخذ إجراءات مناسبة لمنع وقوعه. وفي نص ملحق بالوصية اقترح لينين أيضًا تنحية جوزيف ستالين عن منصبه كأمين عام للجنة المركزية في الحزب الشيوعي السوفييتي. على الرغم من وجود بعض الأسئلة التاريخية التي تحيط بأصول الوثيقة، ترى الغالبية أن الوثيقة كانت من تأليف لينين.

## الخلفية
كان مرض لينين قد ازداد حدة في أواخر النصف الثاني من عام 1921، إذ كان يعاني من احتداد السمع والأرق وصداع متكرر. بناء على إصرار المكتب السياسي، ترك لينين موسكو في إجازة لمدة شهر إلى منزل مكسيم جوركي، حيث نال عناية من قبل زوجته وشقيقته. بدأ لينين يفكر في الانتحار، وطلب من كروبسكايا وستالين أن يؤمّنا له مادة سيانيد البوتاسيوم. عُين 26 طبيبًا لمساعدة لينين خلال سنواته الأخيرة، كان العديد منهم أجانب وعينوا مقابل نفقات كبيرة. اقترح البعض أن سبب مرض لينين قد يكون أكسدة واختزال المعادن من الرصاصات التي استقرت في جسده في محاولة الاغتيال التي تعرض لها في سنة 1918، وفي سنة 1922 خضع لعلمية جراحية لاستئصال الرصاصتين. تواصلت الأعراض بعد العملية، وكان أطباء لينين في حيرة حول السبب وراء ذلك، أشار البعض إلى أنه كان يعاني من وهن عصبي أو تصلب شرياني. في شهر مايو من عام 1922، تعرض لينين للسكتة الدماغية الأولى، وفقد مؤقتًا قدرته على الكلام وبات جانبه الأيمن يعاني من شلل. تماثل لينين للشفاء عند غوركي، وبحلول شهر يوليو كان قد تعافى إلى حد كبير. في شهر أكتوبر، عاد لينين إلى موسكو، وتعرض في شهر ديسمبر لسكتة دماغية ثانية وعاد إلى منزل غوركي.
في غياب لينين، كان ستالين قد بدأ بتوطيد أركان سلطته بتعيين مناصريه في مناصب بارزة، وبالترويج لنفسه بأنه أقرب الأشخاص إلى لينين والجدير بخلافته. في شهر ديسمبر من عام 1912، تولى ستالين مسؤولية الإشراف على حمية لينين، وأوكل المكتب السياسي إليه مهمة الإشراف على الأشخاص الذين يسمح لهم بالدخول إليه.
كان لينين قد بات يوجه انتقادات متزايدة لستالين، وفي حين كان لينين يصر على أن الدولة يجب أن تحافظ على احتكارها للتجارة الدولية خلال أواسط سنة 1922، كان ستالين يقود بلاشفة آخرين في معارضة ذلك دون نجاح. كانت هناك جدالات شخصية بين الاثنين أيضًا، إذ كان ستالين قد أثار غضب كروبسكايا بصراخه عليها خلال محادثة هاتفية، الأمر الذي بدوره أغضب لينين كثيرًا، الذي أرسل رسالة إلى ستالين يعرب فيها عن غضبه.
هدد لينين أيضًا بقطع علاقته بستالين في رسالة، كتبت في شهر مارس من عام 1923، بعد أن وصلته أخبار وقاحاته حيال زوجته. وكان لينين قد أعرب أيضًا عن انتقادات حادة لمفوضية الشعب للعمال والفلاحين التي كانت تحت إشراف ستالين منذ عام 1920 حتى عام 1922. وقال «الجميع يعلم أنه ليس هناك مؤسسة أخرى أسوأ تنظيمًا من منظمات العمال والفلاحين الخاصة بنا، وأنه في ظل الظروف الراهنة كهذه لا يمكن توقع أي شيء من مفوضية الشعب هذه». كان تروتسكي قد حاول أيضًا لعدة أسابيع نشر انتقادات لينين عن طريق المفوضية إلا أن المكتب السياسي، الذي كانت تحت سيطرة الثلاثي، رفض.
بصورة مخالفة لذلك، أظهر لينين عدائية حيال المحاولات الأولية من قبل الثلاثي لعزل تروتسكي من القيادة. وفي مذكرة كتبت إلى كامينيف في عام 1922 أنّب لينين بشدة أعضاء اللجنة المركزية على جهودهم ل «طرد تروتسكي» بوصفها «أعلى مستوى من الغباء. كيف تفعلون هذا إن لم تكونوا ترون فيّ مسبقًا أحمقًا لا أمل منه؟».
أشار العديد من المؤرخين إلى اقتراح لينين تعيين تروتسكي نائب رئيس الاتحاد السوفييتي كدليل على أنه كان يريد تروتسكي خلفًا له كرئيس للحكومة. وكان منتظرًا أن يتولى مسؤولية مجلس الاقتصاد الوطني أو لجنة تخطيط الدولة. وقبل سن قانون منع التحزبات في عام 1921 بسبب جدل داخل الحزب والصراع الأوسع للحرب الأهلية، كان تروتسكي يمتلك عدد كبيرًا من الأتباع بين ناشطي الحزب وأعضاء اللجنة المركزية ضد الأكثرية الضئيلة التي أيدت لينين. وسيطر مؤيدوه أيضًا على المكتب التنظيمي المؤسس حديثًا وسكرتاريا الحزب قبل تعيين ستالين أمينًا عامًا. وفقًا للمؤرخة شيلا فيتزباتريك، كان تروتسكي الخليفة المرجح للينين لو تولى منصب النائب الأول في مجلس مفوضيات الشعب، وكان هذا المنصب ليمنحه قاعدة مؤسساتية ضد قاعدة ستالين في الحزب.
في عام 1922، تحالف لينين مع تروتسكي ضد بيروقراطية الحزب المتعاظمة ونفوذ جوزيف ستالين. تشير جميع الأدلة إلى أن لينين قد أمضى شتاء عام 1923 وهو يتحضر لبدء هجوم على ستالين خلال المؤتمر الثاني عشر للحزب وكان قد تقرب من تروتسكي ليتولى مسؤولية القضية الجورجية. كان لينين أيضًا قد شجع تروتسكي في غيابه لتحدي ستالين في المؤتمر الثاني عشر للحزب حول وسائله في إدارة البلاشفة الجورجيين.
خلال شهري ديسمبر من عام 1922 ويناير من عام 1923، أملى لينين «وصية لينين» التي ناقش فيها الميزات الشخصية لرفاقه، ولا سيما تروتسكي وستالين. حرقت نسخة أولى مطبوعة من الوصية استندت إلى ملاحظات مختصرة من قبل سكرتيرة لينين إم إيه فولوديشيفا بناء على أوامر من ستالين. إلا أنه ثمة 4 نسخ أخرى من الوصية مخبأة في مكان آمن.

## تاريخ الوثيقة وموثوقيتها
أراد لينين أن تقرأ الوصية على العلن في المؤتمر الثاني عشر للحزب الشيوعي السوفييتي الذي كان مقررًا انعقاده في شهر أبريل من عام 1923. كانت الوثيقة متلوة في الأصل على سكرتيرة لينين الشخصية، ليديا فوتييفا. إلا أنه بعد السكتة الدماغية الثالثة التي أصابت لينين في شهر مارس من عام 1923 التي تركته مشلولًا وغير قادر على الحديث، احتفظت زوجته، ناديجدا كروبسكايا، بالوصية بالسر أملًا بأن يتماثل لينين للشفاء في النهاية. وكانت تمتلك 4 نسخ منها في حين كانت شقيقة لينين، ماريا يوليانوفا، تمتلك نسخة أخرى. وفقط بعد وفاة لينين، في 21 من شهر يناير من عام 1924، سلمت الوثيقة لسكرتاريا اللجنة المركزية للحزب الشيوعي وطلبت بجعلها متاحة أمام أعضاء المؤتمر الثالث عشر للحزب في شهر مايو من عام 1924.
طبعت نسخة محررة من الوثيقة في شهر ديسمبر من عام 1927، وقد كانت نسخة محدودة أتيحت أمام أعضاء المؤتمر الخامس عشر للحزب. وقد قوضت أسباب جعل الوثيقة متاحة بصورة أكبر من قبل الاجماع ضمن قيادة الحزب على عدم طباعتها علنًا لأنها ستتسبب بضرر للحزب بأكمله.
سرعان ما بات معروفًا في الغرب نص الوثيقة وحقيقة إخفائها، لا سيما بعد وصف للظروف التي أحاطت الجدل من قبل ماكس إيستمان في كتابه بما أن لينين قد توفي (1925).